# 나팔꽃 (드라마)
《나팔꽃》은 1993년 4월 12일부터 같은 해 7월 2일까지 방영된 MBC 아침 드라마이다.

## 기획 의도
젊은이들이 아픔을 겪으면서 성숙해가는 모습을 그린 드라마

## 줄거리
조미래는 시골 마을에서 보건소장으로 근무하는 군의관 채이언을 우연히 알게 된 뒤 그에게 연정을 느끼고 접근을 시도하지만, 채이언은 생모에 대한 분노 때문에 여자와의 사랑을 받아들이지 못한다.
그러나 조미래를 보고 첫눈에 반한 김길중이 그녀와의 사랑을 이루기 위해 채이언에게 자신이 소개받았던 여자 은지운을 소개해주면서 이들의 얽히고 설킨 관계는 시작된다.
결국 은지운이 채이언 생모의 딸임이 밝혀지면서 채이언의 절망은 더욱 깊어지고 조미래는 그런 그의 모습을 사랑으로 받아들인다.

## 등장 인물
- 감우성(채이언) : 어린 시절 자기를 버리고 떠난 비정한 생모에 대한 슬픈 기억 때문에 고뇌하고 갈등한다.
- 김서라(조미래) : 중학교 영어 교사로 이지적이고 자신만만한 성격으로, 채이언에게 깊은 사랑을 보여준다(중도 하차).
- 이승연(장서영) : 중도 합류
- 윤동환(김길중) : 채이언의 죽마고우이자 라이벌.
- 이상아(이두희) : 조미래 친구로, 채이언과 조미래의 러브스토리를 끝까지 지켜봐준다.
- 임경옥, 박철, 차광수, 김상순, 김인문, 나문희, 김현미,정은수

## 참고 사항
- 《나팔수》, 《어둔 하늘 어둔 새》를 쓴 소설가 이덕자가 처음 드라마를 써 화제가 됐다.[2]
- 극중 조미래 역으로 나온 김서라가 출연료 인상문제 때문에 중도하차하고 장서영 역으로 이승연이 중간 투입되면서 줄거리가 엉망이 된 상황에서 서둘러 막을 내렸다.[3][4]